# Ордабаев, Алмас Баймуханович
Алма́с Баймуха́нович Ордаба́ев (род. 19 апреля 1938, Новосибирск) — советский казахстанский архитектор, дизайнер, историк материальной культуры; доктор философии (PhD) по архитектуре. Вице-президент Союза дизайнеров Казахстана, член Союза архитекторов РК, почётный архитектор Казахстана, почётный академик Академии художеств Казахстана.

## Биография
Родился 19 апреля 1938 года в Новосибирске; с мая 1938 года живёт в Алма-Ате. Окончил среднюю школу № 16 и музыкальную школу при консерватории по классу виолончели; занимался в изокружке Дворца пионеров г. Алматы у Нины Афанасьевны Луферчик.
В 1959 году окончил архитектурный факультет Ленинградского инженерно-строительного института, в 1962 — факультет промышленного и гражданского строительства Казахского политехнического института имени В. И. Ленина.  В начале 1960-х годов в проектном институте «Казгорстройпроект» работал под руководством Николая Ивановича Рипинского. С 1962 года занимал должности архитектора, старшего архитектора, главного архитектора (проекта, мастерской) в проектных институтах «Казгорстройпроект» и «Алмаатагипрогор», в реставрационных мастерских Министерства культуры Казахской ССР.
В 1975—1976 годах возглавлял отдел ИЗО и охраны памятников министерства культуры Казахской ССР.
В 1965—1966 годах — главный художник ВДНХ Казахской ССР в сотрудничестве с Павлом Яковлевичем Зальцманом.
В Государственном музее искусств Республики Казахстан имени Абылхана Кастеева Алан Медоев в сотрудничестве с Алмасом Ордабаевым создал зал древнего искусства Казахстана. 
Алмас Баймуханович Ордабаев работал главным архитектором проектов ТОО «Дарт» при Казахстанском союзе дизайнеров, главным специалистом архитектурно-проектного бюро при КазГАСА.
Одновременно преподавал на кафедре архитектуры Казахского политехнического института (1967—1972), вёл курсы культурологии на кафедрах философии Казахского государственного университета и Алма-Атинского университета (1990-е), преподавал на кафедре дизайна Академии искусств им. Жургенова (1997—2009; история искусства Казахстана, история и теория орнамента, история и теория дизайна, основы графического дизайна). В настоящее время — профессор кафедры архитектуры и дизайна Каспийского университета.
Является членом методического Совета по охране памятников культуры, Союза архитекторов Казахстана (в 1993-97 — член правления), вице-президентом и членом правления Казахстанского Союза дизайнеров (с 1989). В 1995—1996 годах возглавлял «фонд Сороса в Казахстане».

### Семья
Отец — Баймухан Ордабаев, экономист, журналист; мать — Мунавара Гарифовна Валитова, экономист.
Жена — Ольга Маратовна Даугалиева (р. 1958), архитектор.
Дочери:
- Стехликова, Джамиля Алмасовна р. 1962,
- Алия (р. 1975)[2].

## Творчество
В качестве архитектора и в составе творческих групп разработал проекты более 60 объектов, в числе которых:
- жилой район «Самал»[2][3][1],
- Новая площадь (Алма-Ата),
- Дом учёных (Алма-Ата)[2][3],
- Монумент защитникам Черкасской обороны (Черкасское, Алматинская область)[6],
- Монумент жертвам политических репрессий (Астана)[2],
- Монумент Анракайской битвы[2][3],
- Астроархеологический музей «Акбаур» в ВКО (2012)[3],
- Этнотуристический город «Мойнак» (2012)[3],
- ряд индивидуальных жилых домов.

Участвовал в реставрации Вознесенского кафедрального собора в Алма-Ате.
Осуществил дизайнерские проекты в областях:
- средового дизайна (дизайн городской среды четырёх городов-спутников Алматы — G-4)[3],
- дизайна интерьера,
- графического дизайна,
- промышленного дизайна,
- дизайна мебели,
- дизайна одежды,
- эксподизайна,
- дизайн высшей награды Казахстана «Халық Қаһарманы»,
- дизайн форменной одежды Национальной гвардии.

Участвовал в создании художественных и документальных фильмов, в том числе «Сказка о прекрасной Айслу», «Путешествие в историю», «Кочевник» (консультант, декорации), «Мын бала» (декорации) и «Дорога к матери».
Более 60 лет занимается графикой и живописью. Участник Всесоюзных и Республиканских выставок в области архитектуры, монументального искусства и дизайна (Алматы, Москва, Петербург).

## Научная деятельность
В 2007 году защитил диссертацию на соискание степени доктора философии по архитектуре («История архитектуры Казахстана от древности до начала XX века»).
Основные направления исследований — история культуры, архитектуры и дизайна.
Исследовал архитектурные памятники Туркестана, Мангышлака, Южного и Центрального Казахстана, а также руководил изысканиями и реставрационными работами на комплексе Ходжа Ахмеда Яссауи.
Автор 4-х монографий («История архитектуры Казахстана до начала XX века», «Казахская юрта», «Казахские тамги», «Казахский орнамент») и более 80 статей по вопросам истории и теории архитектуры и искусства, реставрации памятников, культурологии.
Автор 4-х научно-популярных фильмов, посвященных истории культуры и архитектуры Казахстана.

### Избранные труды
- Памятники архитектуры Казахстана: [Альбом / Сост. Алмас Ордабаев, Авт. вступ. ст. Бек Ибраев]. — Алматы: DIDAR, 1998. — 79 с. — (Памятники культуры Казахстана). — ISBN 9965-04-019-2[9]

## Награды
- орден «Курмет»
- медаль «За трудовое отличие»
- медаль «10 лет Астане»[2]
- почётный архитектор Казахстана
- лауреат фестиваля «Астана — Байтерек — 2005» в номинации «дизайн»[2][4]
- диплом Казахстанского академического центра международной академии архитектуры (2013) — за проект здания музея в историко-археологическом комплексе «Акбаур»[10]